# Mijaín López
Mijaín López (hiszp. Mijaín López Núñez;  ur. 20 sierpnia 1982 w Pinar del Río) – kubański zapaśnik w stylu klasycznym. Sześciokrotny olimpijczyk. Złoty medalista z Pekinu 2008, Londynu 2012 (kategoria 120 kg), Rio de Janeiro 2016 (kategoria 130 kg), Tokio 2020 (kategoria 130 kg), Paryża 2024 (kategoria 130 kg), jest jedynym sportowcem w historii igrzysk olimpijskich, który zdobywał mistrzostwo olimpijskie 5 razy z rzędu indywidualnie (2008,2012,2016,2020,2024).
Osiem razy stanął na podium mistrzostw świata, pięciokrotnie zdobył złoty medal (2005,07,09,10,14). Pięciokrotny złoty medalista Igrzysk Panamerykańskich w 2003, 2007, 2011, 2015 i 2019 roku. Dziewięć razy najlepszy na Mistrzostwach Panamerykańskich. Triumfator Igrzysk Ameryki Środkowej i Karaibów w 2014 i 2018. Pierwszy w Pucharze Świata w 2005, 2006 i 2009. Mistrz uniwersjady w 2005 roku.